# Marguerite Bertsch
Marguerite Bertsch (New York, 14 dicembre 1889 – Houston, 11 agosto 1967) è stata una sceneggiatrice e regista statunitense.

## Carriera
La Bertsch diresse quattro film, ed il suo nome appare in 48 pellicole come soggettista o sceneggiatrice. Nella sua carriera, collaborò spesso con Ralph Ince, William Humphrey, Wilfrid North e Theodore Marston.

## Filmografia
La filmografia è completa

### Sceneggiatrice
- The Troublesome Step-Daughters, regia di George D. Baker (1912)
- The Indian Mutiny, regia di Frederick A. Thomson (1912)
- Nothing to Wear, regia di William Humphrey (1912)
- Una of the Sierras, regia di Ralph Ince (1912)
- The Trap, regia di William Humphrey (1913)
- Cutey and the Twins, regia di James Young (1913)
- Getting Up a Practice, regia di Maurice Costello e William V. Ranous (1913)
- Two's Company, Three's a Crowd, regia di Ralph Ince (1913)
- The Midget's Revenge, regia di Bert Angeles (1913)
- One Can't Always Tell, regia di Van Dyke Brooke (1913)
- The Butler's Secret, regia di William Humphrey (1913)
- The Carpenter, regia di Wilfrid North (1913)
- The Prince of Evil, regia di Ralph Ince  (1913)
- The Flirt, regia di William Humphrey (1913)
- The Call, regia di Ralph Ince (1913)
- The Tiger, regia di Frederick A. Thomson  (1913)
- Bunny for the Cause, regia di Wilfrid North  (1913)
- The Fruits of Vengeance, regia di Frederick A. Thomson - cortometraggio (1913)
- The Diver, regia di Harry Lambart (1913)
- The Wreck, regia di Ralph Ince e W.J. Lincoln (1913)

- The Vavasour Ball, regia di Van Dyke Brooke - cortometraggio (1914)
- A Million Bid, regia di Ralph W. Ince (1914)
- Never Again, regia di Sidney Drew - cortometraggio (1914)
- Non l'hanno mai saputo (He Never Knew), regia di Ralph Ince - cortometraggio (1914)
- Wife Wanted, regia di Ralph Ince - cortometraggio (1914)
- Captain Alvarez, regia di Rollin S. Sturgeon  (1914)
- Shadows of the Past, regia di Ralph Ince - cortometraggio (1914)
- Uncle Bill, regia di Ralph Ince - cortometraggio (1914)
- My Official Wife, regia di James Young (1914)
- The Painted World, regia di Ralph Ince (1914)
- A Florida Enchantment, regia di Sidney Drew (1914)
- The Wheat and the Tares, regia di Theodore Marston - cortometraggio (1914)
- The Man Behind the Door, regia di Wally Van (1914)
- The Silent Plea, regia di Lionel Belmore - cortometraggio (1915)

- The Enemies, regia di Harry Davenport (1915)
- His Phantom Sweetheart, regia di Ralph Ince (1915)
- Mortmain, regia di Theodore Marston (1915)
- The Cave Man, regia di Theodore Marston (1915)
- The Writing on the Wall, regia di Tefft Johnson    (1916)
- For a Woman's Fair Name, regia di Harry Davenport (1916)
- The Vital Question, regia di S. Rankin Drew (1916)
- Salvation Joan, regia di Wilfrid North (1916)
- The Law Decides, regia di William P.S. Earle e Marguerite Bertsch (1916)
- The Dawn of Freedom, regia di Paul Scardon e Theodore Marston (1916)
- Through the Wall, regia di Rollin S. Sturgeon (1916)
- The Devil's Prize, regia di Marguerite Bertsch (1916)
- The Soul Master, regia di Marguerite Bertsch (1917)
- The Painted World, regia di Ralph Ince ([919)
- Shadows of the Past, regia di Ralph Ince (1919)

### Regista
- The Law Decides, co-regia di William P.S. Earle (1916)
- The Devil's Prize (1916)
- The Glory of Yolanda  (1917)
- The Soul Master (1917)